# Bierhof

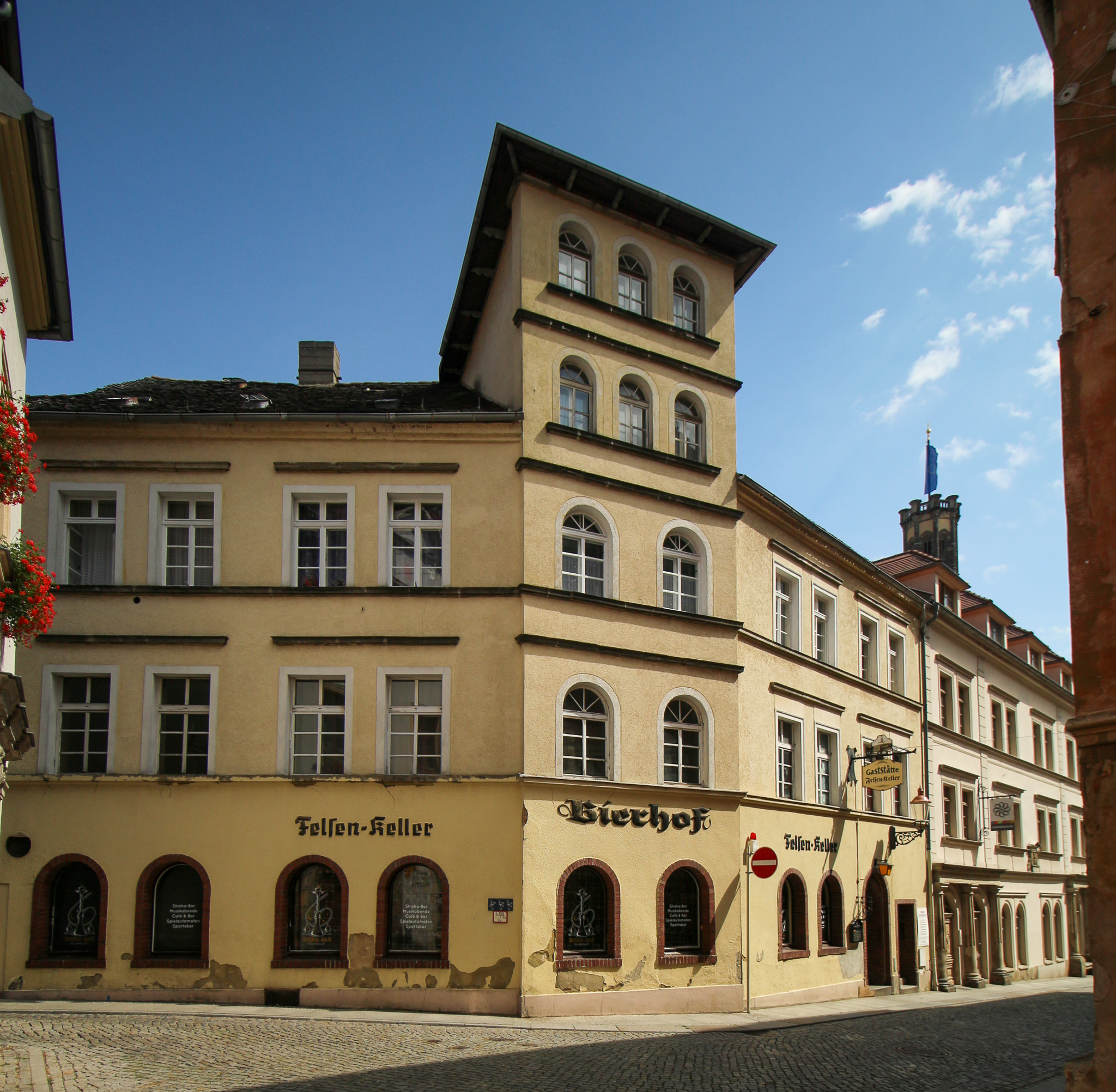
Ein „Bierhof“ im Landkreis Görlitz, 2021

Als Bierhof bezeichnete man im Spätmittelalter und in der frühen Neuzeit ein städtisches Wohnhaus, an dessen Besitz das Braurecht gebunden war. Das bedeutet, die Berechtigung Bier zu brauen war nicht an eine Person, sondern an ein Grundstück gebunden, sogenanntes Realrecht. Dadurch bekam das Grundstück einen hohen Wert.
Die Zahl der Bierhöfe war in den meisten Städten begrenzt, so dass ihren Inhabern das Bierbrauen sichere und nicht selten hohe Einkünfte bescherte. Dafür sorgten auch die städtischen Bierordnungen, die eine gegenseitige Konkurrenz der Bierhöfe untereinander weitgehend ausschlossen. Dort war nämlich für das ganze Jahr festgelegt, welcher Bierhof wann wie viele Biere brauen durfte. Ein Bier bedeutete dabei eine größere Menge, in der Regel mehrere große Fässer. Häufig lagen auf den Bierhöfen einer Stadt unterschiedliche Braurechte, das heißt, es gab welche mit vier, acht, zwölf oder mehr Bieren.
Die Bierhöfe waren zumeist nicht die eigentliche Braustätte. Viele Kommunen hatten gemeinschaftliche Sud- und Malzhäuser, sogenannte Kommunbrauhäuser. Auch die in der Anschaffung teure Braupfanne gehörte der Stadt.
In vielen Städten gehörten die Besitzer der Bierhöfe zu den städtischen Oberschichten. Immer waren sie voll berechtigte Bürger, nicht selten gehörten sie sogar zu den ratsfähigen Geschlechtern.
Auf dem Dorf lag das Braurecht auf der Brauschenke.
Der Begriff „Bierhof“ hat sich in den Namen einer Vielzahl von Gaststätten, die oft auch über Außenbewirtungsflächen verfügen, bis heute gehalten.